# 646 Kastalia
646 Kastalia este un asteroid din centura principală, descoperit pe 11 septembrie 1907, de August Kopff.